# Matej Tóth
Matej Tóth (Nyitra, 1983. február 10. –) olimpiai és világbajnok szlovák távgyalogló.

## Pályafutása
A VŠC Dukla Banská Bystrica versenyzője. 2004 óta négy olimpián vett részt. A 2004-es athéni és a 2008-as pekingi olimpián 20 km-es gyaloglásban indult. A 32. illetve a 26. helyen végzett a versenyben. A 2012-es londoni játékokon már 50 km-es gyaloglásban indult és az ötödik helyett szerezte meg. A 2015-ös pekingi világbajnokságon majd, a 2016-os Rio de Janeiró-i olimpián ugyanebben a versenyszámban aranyérmet nyert, ezzel Szlovákia első atlétikai olimpiai bajnoka lett. Az Európa-bajnokságon két ezüstérmet szerzett (2014, Zürich, 2018, Berlin).

## Sikerei, díjai
- Olimpiai játékok – gyaloglás, 50 km
  - aranyérmes: 2016, Rio de Janeiro
- Világbajnokság – gyaloglás, 50 km
  - aranyérmes: 2015, Peking
- Európa-bajnokság – gyaloglás, 50 km
  - ezüstérmes (2): 2014, Zürich, 2018, Berlin